# Ee Mungu Nguvu Yetu
Ee Mungu Nguvu Yetu ist die kenianische Nationalhymne. Sie wurde ursprünglich in Suaheli komponiert. Kenias Nationalhymne basiert auf einem traditionellen Lied, das von den Pokomo mündlich überliefert wurde.

## Originaltext
(auf Swahili)
Ee Mungu nguvu yetu

Ilete baraka kwetu.

Haki iwe ngao na mlinzi

Natukae na udugu.

Amani na uhuru

Raha tupate na ustawi.

Amkeni ndugu zetu

Tufanye sote bidii

Nasi tujitoe kwa nguvu

Nchi yetu ya Kenya,

Tunayo ipenda

Tuwe tayari kuilinda.

Natujenge taifa letu

Ee, ndio wajibu wetu

Kenya istahili heshima

Tuungane mikono

Pamoja kazini

Kila siku tuwe na shukrani.

## Deutsche Übersetzung (der englischen Textfassung)
O Gott aller Kreaturen

Segne dieses unser Land und die Nation.

Gerechtigkeit sei uns Schild und Schutz

Mögen wir in Einigkeit leben

Friede und Freiheit

Möge in unseren Grenzen herrschen.

Lass einen und alle

mit starkem, wahrhaftigem Herzen leben.

Dienst an unserem Heimatland Kenia

sei unser Bestreben.

Diese herrliche Erbschaft

lasst uns fest verteidigen.

Lass uns alle einstimmig

und vor der Welt vereinigt sein,

dass wir gemeinsam unsere Nation

und die Größe Kenias aufbauen mögen

Die Frucht unserer Arbeit

möge uns täglich mit Dankbarkeit erfüllen.